# شودرا

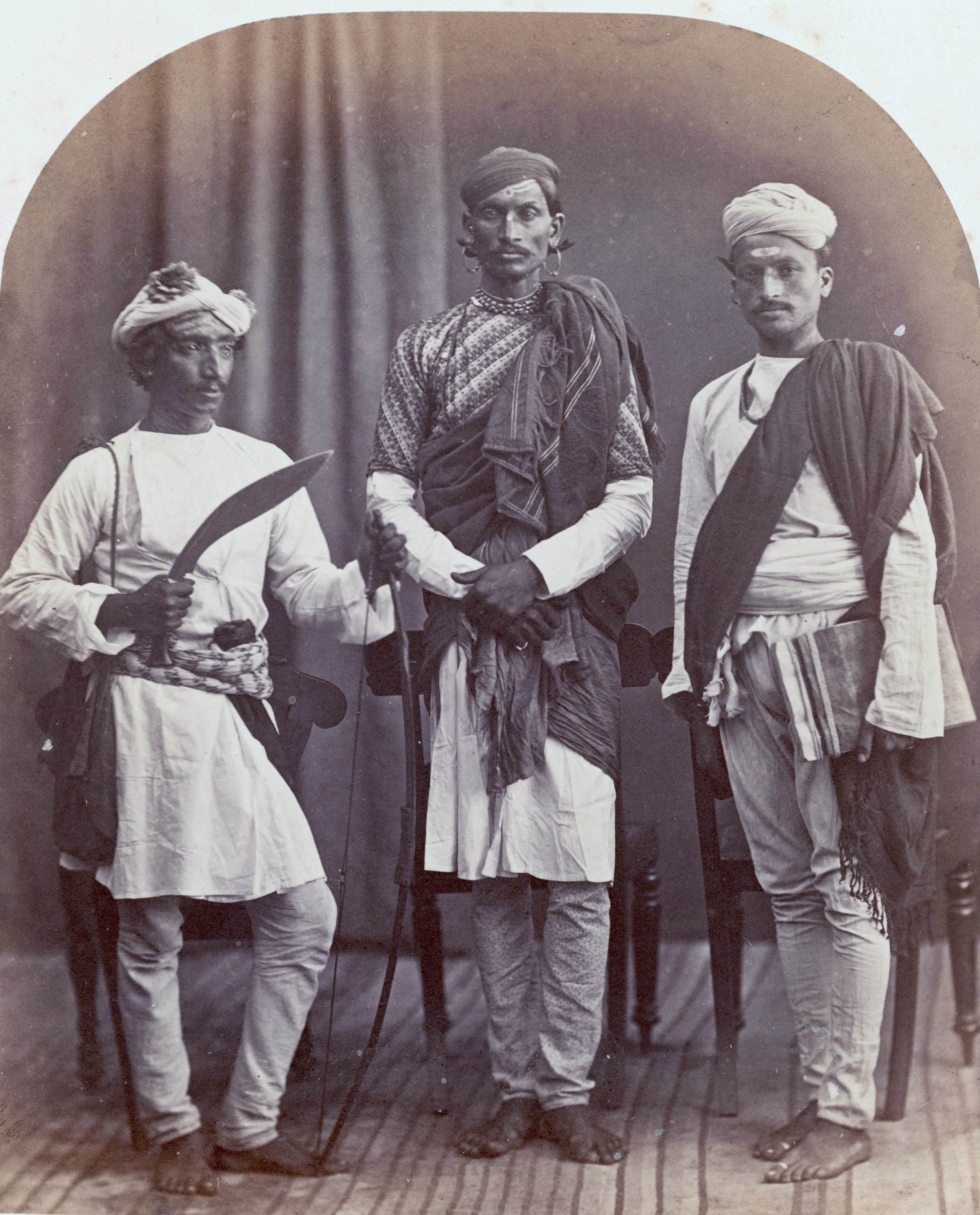

شودرا تقسیمی از سیستم کاست است.  شودرا خدمتکار یا دهقان در نظر گرفته می شود. شودرا پایین ترین طبقه اجتماعی در سیستم کاست هندوئیسم است. 

## نقص حقوق شودراها
هنوز هم در هند مردم به کاست اعتقاد دارند و این موضوع باعث شده است که اختلاف طبقاتی هنوز در برخی از روستاهای هند وجود دارد.این موضوع یعنی برهمن ها هنوز طبقه برتر جامعه هندو هستند و شودراها طبقه کارگر و ضعیف جامعه هندو محسوب می شوند.این گروه از جامعه مجبور هستند در اصطبل ها زندگی کنند و حتی در چاه های آب جدا از سایر گروه های اجتماعی«سایر ورن ها » آب بنوشند و ازدواج هم فقط در طبقه خودشان مجاز است؛حتی آنها باید در معبد های متفاوتی به عبادت بپردازند!بنابرین اختلاف طبقاتی هندوها  شبیه به آپارتاید است.این موضوع موجب شده تا بسیاری از آنها یا دین هندو را رها کرده و به ادیان ابراهیمی روی بیاورند. یکی از این دین ها دین اسلام است که بیشتر شودراهای مرتد به اسلام روی می آورند؛زیرا اسلام،دومین دین پرجمعیت در شبه‌قاره هند پس از هندوئیسم است.
همچنین یکی از موارد، نقد هندوئیسم  سیستم طبقه‌بندی تبعیض آمیز و نقص حقوق شوداراها است . «برخورد تبعیض آمیز و بیرحمانه، غیرانسانی و تحقیرآمیز» زندگی بیش از ۱۶۵ میلیون نفر در هند بر پایه ورن توجیه می‌شود، ورن یک ویژگی مشخص آیین هندوئیسم است که بارها مورد توجه و توصیف دیدبان حقوق بشر و سازمان ملل قرار گرفته‌است.